# Vassylkivka
Vassylkivka (en ukrainien : Васильківка) ou Vassilkovka (en russe : Васильковка) est une commune urbaine de l'oblast de Dnipropetrovsk, en Ukraine, et le centre administratif du raïon de Vassylkivka. Sa population s'élevait à 11 184 habitants en 2024.

## Géographie
Vassylkivka se situe sur la rive est de la rivière Vovtcha, peu après sa confluence avec la rivière Verkhnia Tersa, au sud. La Vovtcha est un affluent de la rivière Samara, dans le système hydrologique de la rive gauche du fleuve Dniepr. La commune se trouve à 82 km au sud-est de la ville de Dnipro et à 470 km au sud-est de la capitale, Kiev.

## Histoire
La fondation de Vassylkivka remonte à 1707, lorsque s'y installa un chef cosaque, Vassilkov Zimovniki. À la fin du XIXe siècle le village faisait partie de l'ouiezd de Pavlohrad, dans le gouvernement d'Ekaterinoslav. Il accéda au statut de commune urbaine en 1957.

## Population
Recensements (*) ou estimations de la population :
| 1959*  | 1970*  | 1979*  | 1989*  | 2001*  |
| ------ | ------ | ------ | ------ | ------ |
| 14 133 | 11 135 | 11 918 | 12 764 | 12 111 |

| 2009   | 2010   | 2011   | 2012   | 2013   |
| ------ | ------ | ------ | ------ | ------ |
| 11 860 | 11 878 | 11 885 | 11 905 | 11 916 |